# Easy listening
Easy listening (poslechově nenáročná hudba, pohodová hudba) je žánr populární hudby, který se rozšířil hlavně v druhé polovině 20. století. Vyvinul se ze swingu a muziky big bandů a navazuje na Beautiful music a lehkou hudbu. Skladby Easy listening se většinou skládají z jednoduchých, chytlavých melodií a jsou jemného provedení. Muzika se vyznačuje hlavní melodií hranou na zajímavé nástroje, jakými jsou např. Hammondovy varhany, housle či ukulele; vokály zahrnují jak popový zpěv, tak trochu exotiky. Easy listening je podobný žánr jako lounge, ale lounge je více orientováno na jazzové prvky a improvizaci. Easy listening je obvykle sepsán spíše pro orchestr než pro malý ansámbl.
Za easy listening je též označována hudba, která má navodit nějakou náladu, jako např. elevator music. Termín easy listening je také často nesprávně užíván pro styly jako soft rock, smooth jazz, ambientní hudba nebo hudba New Age.

## Přední umělci
- Orchestry a dirigenti Easy listeningu
  - Leroy Anderson
  - Burt Bacharach
  - Les Baxter
  - Boston Pops
  - Caravelli
  - Frank Chacksfield
  - Ray Conniff
  - Syd Dale
  - Danny Davis
  - Lex de Azevedo
  - Frank De Vol
  - Johnny Douglas
  - Juan García Esquivel
  - Percy Faith
  - Robert Farnon
  - Arthur Fiedler
  - Jackie Gleason
  - Arthur Greenslade
  - Hollyridge Strings
  - Leroy Holmes
  - Nick Ingman
  - Bert Kaempfert
  - Andre Kostelanetz
  - James Last
  - Raymond Lefevre
  - Enoch Light
  - Geoff Love
  - Living Strings
  - Longines Symphonette
  - Henry Mancini
  - Mantovani
  - Ray Martin
  - Paul Mauriat
  - George Melachrino
  - Hugo Montenegro
  - Midnight string quartet
  - The Mom and Dads
  - 101 Strings
  - Fausto Papetti
  - André Rieu
  - Franck Pourcel
  - Nelson Riddle
  - David Rose
  - San Remo Golden Strings
  - Roland Shaw
  - John Schroeder
  - Sounds Orchestral
  - Reg Tilsley
  - Nestor Torres
  - Billy Vaughn
  - Lawrence Welk
  - Paul Weston
  - Charles Williams (skladatel)
  - Eric Winstone
  - Hugo Winterhalter

- Pianisté
  - Ronnie Aldrich
  - Billy Andrusco
  - Jim Brickman
  - Floyd Cramer
  - Richard Clayderman
  - Carl Doy
  - Ferrante & Teicher
  - Earl Grant
  - Joe Harnell
  - Horst Jankowski
  - Bradley Joseph
  - Liberace
  - Frank Mills
  - Peter Nero
  - Orquestra Tabajara
  - Emile Pandolfi
  - Johnny Pearson
  - Roger Williams

- Kytaristé
  - Laurindo Almeida
  - Chet Atkins
  - Al Caiola
  - Francis Goya
  - Earl Klugh
  - Tony Mottola

- Sbory
  - The Bachelors
  - The Ray Charles Singers
  - The Cliff Adams Singers
  - The Ray Conniff Singers
  - The Mike Curb Congregation
  - The Doodletown Pipers
  - The Free Design
  - The Anita Kerr Singers
  - The Lettermen
  - The Lighthouse Family
  - The Norman Luboff Choir
  - The Johnny Mann Singers
  - Sergio Mendes & Brasil '66
  - The Sandpipers
  - The Singers Unlimited
  - The Swingle Singers

- Sóloví zpěváci
  - Ed Ames
  - Perry Como (pozdější tvorba)
  - Joe Dolan
  - Eydie Gorme
  - Robert Goulet
  - Engelbert Humperdinck
  - Jack Jones
  - Steve Lawrence
  - Helmut Lotti
  - Al Martino
  - Johnny Mathis
  - Matt Monro
  - Anne Murray
  - Kenny Rogers
  - James Taylor
  - Roger Whittaker
  - Andy Williams